# 田上順次
田上 順次（たがみ じゅんじ、1955年 - ）は、日本の歯科医師・歯学者。東京医科歯科大学歯学部長、大学院医歯学総合研究科摂食機能保存学講座う蝕制御学分野教授。歯科保存学の分野で知られる。日本歯科審美学会元会長、日本接着歯学会 元会長。

## 経歴
三重県生まれ。1980年に東京医科歯科大学歯学部を卒業し、84年に同大学院修了。以後、同大学助手、奥羽大学教授を経て1995年より東京医科歯科大学教授に就任。
1984年 東京医科歯科大学より歯学博士の学位を得る。学位論文の題は「コンポジットレジンのエナメル質接着性に及ぼす酸蝕技法の影響」。

## 著作
- 総山孝雄、田上順次『保存修復学総論（旧題　新編窩洞形成法）』永末書店、1996年。ISBN 4-8160-1015-7。
- 田上順次 著「2章　コンポジットレジン修復（前歯部）4 4級・5級コンビネーション窩洞・5 歯頚部摩耗症」、加藤喜郎、小野瀬英雄 編『カラーアトラス 保存修復の臨床』（第2版）医歯薬出版、1996年4月。ISBN 978-4-263-45325-4。
- 安田登、田上順次 編『新しい齲蝕学・修復学を求めて』医歯薬出版〈隔月刊「補綴臨床」別冊〉、1997年5月。
- 田上順次 他 著、猪越, 重久、日野, 浦光、安田, 登 編『わかる・できる 接着』医歯薬出版〈歯界展望別冊〉、1997年11月。
- 田上順次、岩本奈々子、岸川隆蔵 著「SKILL UP 2　補綴物製作からメインテナンスまで From prosthetic fabrication to maintenance 接着・合着 簡便に歯の色調を改善するレジン系マニキュア材料」、高橋英登、塩野英昭 編『最新歯科材料活用マニュアル 材料が変われば臨床が変わる』医歯薬出版〈補綴臨床別冊〉、2000年5月20日。ISBN 978-4-263-46109-9。
- 河野, 篤、田上, 順次、福島, 正義 編『変色歯・着色歯への対応』医歯薬出版〈歯界展望別冊〉、2000年12月20日。
- 内山茂、小田茂、鈴木哲也、須田英明、田上順次、豊島義博 編『いま注目の歯科器材・薬剤2002』医歯薬出版〈歯界展望別冊〉、2001年12月20日。
- 田上順次 他 著、日本接着歯学会 編『接着歯学 Minimal Interventionを求めて』医歯薬出版、2002年4月20日。ISBN 978-4-263-44135-0。
- 二階堂徹、田上順次『無髄歯の修復』口腔保険協会〈デンタルテクニックスシリーズ24〉、2002年10月25日。ISBN 9784896051834。
- 田上順次、加藤純二 著「2章　齲蝕への対応 2 年齢層による齲蝕発生パターンの違い・3 部位による治療方針の違い」、中尾, 勝彦、安田, 登、高島, 昭博 編『歯をまもる』医歯薬出版〈Skill-up of Dental Practice 1〉、2002年4月25日。ISBN 978-4-263-40811-7。
- M.Addy・G.Embery・W.M.Edgar・R.Orchardson 編『TOOTH WEARと象牙質知覚過敏』監訳:小林賢一、小林千尋、田上順次、医歯薬出版、2003年1月20日。ISBN 9784263441480。
- 田上順次、松田繁一郎 著「第II編　歯科医療事故の予防と対策 第2章 疾患別診断とインフォームドコンセントの留意点 1.齲蝕」、青柳, 公夫、鈴木, 俊夫、夏目, 長門 編『歯科医療事故予防学』医歯薬出版、2003年6月。ISBN 978-4-263-44154-1。
- 千田, 彰、寺下, 正道、田上, 順次 ほか 編『保存クリニカルガイド』医歯薬出版、2003年8月。ISBN 9784263455661。
- 猪越重久、田上順次、奈良陽一郎、日野浦光、福島正義、桃井保子 編『使いこなそうコンポジットレジン Minimal Interventionのための修復テクニック』医歯薬出版〈歯界展望別冊〉、2004年5月20日。
- かづきれいこ、田上順次『デンタル・メディカルスタッフのためのリハビリメイク入門』医歯薬出版、2004年10月25日。ISBN 9784263441831。
- 田上順次 他 著、全国歯科技工士教育協議会 編『新歯科技工士教本 歯科技工学概論』医歯薬出版、2006年1月25日。ISBN 978-4-263-43114-6。
- 『保存修復学21』監修:田上順次、千田彰、奈良陽一郎、桃井保子（第3版）、永末書店、2006年3月30日。ISBN 978-4-8160-1165-8。
- 田上順次 著「V う蝕の治療 1.う蝕治療の最前線」、浜田茂幸、大嶋隆 編『新・う蝕の科学』医歯薬出版、2006年5月1日。ISBN 978-4-263-45598-2。
- 松村英雄、田上順次 編『接着YEAR BOOK 歯科臨床を支える　接着のエビデンスとテクニック』クインテッセンス出版〈ザ・クインテッセンス別冊〉、2006年8月10日。ISBN 978-4-87417-918-5。
- 二階堂徹、田上順次 著、宮崎真至 編『臨床に役立つ　接着修復のすべて　DVD付』医歯薬出版〈歯界展望別冊〉、2006年10月20日。
- 田上, 順次、花田, 信弘、桃井, 保子 編『う蝕学 チェアサイドの予防と回復のプログラム』永末書店、2008年3月5日。ISBN 978-4-8160-1192-4。
- 田上順次 他 著、全国歯科技工士教育協議会 編『新歯科技工士教本 歯科技工実習』医歯薬出版、2008年3月20日。ISBN 978-4-263-43123-8。
- 千田彰、寺下正道、田上順次、奈良陽一郎、宮崎真至、片山直 編『保存修復クリニカルガイド』（第2版）医歯薬出版、2009年11月10日。ISBN 978-4263456330。
- 北迫勇一 著、田上順次 編『歯が溶ける！？　酸蝕歯って知っていますか？』クインテッセンス出版、2009年11月10日。ISBN 978-4781201030。
- 田上順次 著「Part2　臨床家・大学人18人の“私の臨床でのコンポジットレジン修復ダイジェスト” 12コンポジットレジンは歯の手入れのツール」、ザ・クインテッセンス編集部 編『YEAR BOOK 2011 日常臨床で必ず使えるコンポジットレジン修復の一手』クインテッセンス出版〈ザ・クインテッセンス別冊〉、2011年1月10日。
- 監修 田上順次、千田, 彰、奈良, 陽一郎 ほか 編『保存修復学21』（第4版）永末書店、2011年4月1日。ISBN 978-4-8160-1221-1。
- 田上順次 著「第2章　歯がしみる──こんな場合にはどうする? 3. 最終の修復処置後にしみるようになった」、冨士谷盛興、千田彰 編『象牙質知覚過敏症 目からウロコのパーフェクト治療ガイド』医歯薬出版、2011年9月1日。ISBN 978-4-263-46109-9。
- 田上, 順次、宮崎, 真至、松本, 勝利 編『コンポジットレジン修復の Art & Imagination 臨床に必須の知識と技術』ヒョーロン〈日本歯科評論別冊〉、2012年5月17日。

## 所属団体
- 日本歯科審美学会 元会長[2]、理事[6]
- 日本接着歯学会 元会長[3]、常任理事[7]
- 日本歯科保存学会 元常任理事[3]、理事[8]
- 日本歯科理工学会 理事[3]
- 日本歯科医学教育学会 理事[9]
- 日本レーザー歯学会 理事[10]
- 口腔病学会 会長[11]
- 日本歯科医療管理学会[3]
- 日本細菌学会[3]
- 日本小児歯科学会[3]
- 国際歯科研究学会[3]
- Dental Material Group[3]
- Pulp Biology Group[3]
- Academy of Dental Material Fellow[3]